# Jean-Antoine Marbot
Jean-Antoine Marbot, chiamato anche Antoine Marbot (AFI: /ʒɑ̃ ɑ̃twan maʁbo/; Altillac, 7 dicembre 1754 – Genova, 19 aprile 1800), è stato un generale e politico francese.

## Biografia

### Regno di Francia
Nato da nobile famiglia, iniziò la sua carriera militare nella prestigiosa unità di guardia del corpo del re Luigi XV a Versailles, con il grado di sottotenente. Nel 1781 fu promosso al grado di capitano dei dragoni, l'anno seguente divenne aiutante di campo del tenente generale de Schomberg, ispettore generale di cavalleria.

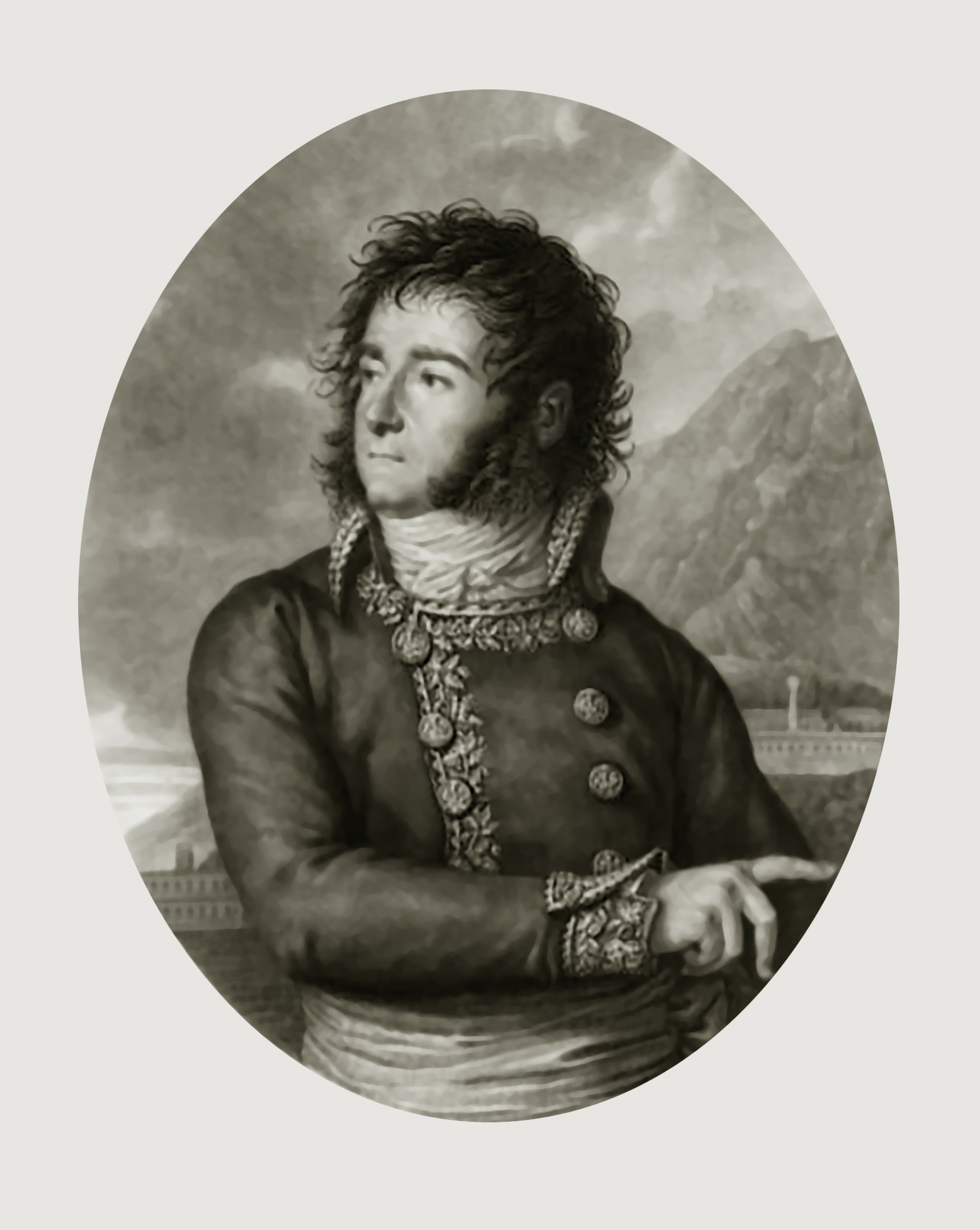
Il generale Jean-Antoine Marbot nel 1799

### Repubblica francese
Sostenendo le idee dell'Illuminismo, dopo lo scoppio della Rivoluzione francese, lasciò l'esercito e fu eletto deputato del dipartimento di Corrèze all'Assemblea legislativa. Negli anni 1793-1795, partecipò alla guerra dei Pirenei, dove fu promosso al grado di generale di divisione. Eletto al Consiglio degli Anziani nel 1795, fu nominato due volte presidente di questa camera, negli anni 1797 e 1798. Nel 1799 fu nominato governatore militare di Parigi e si oppose al colpo di Stato del 18 brumaio di Napoleone Bonaparte. Comandò per breve tempo l'Armata d'Italia. Morì il 19 aprile 1800, durante l'assedio di Genova dalle forze austriache, a seguito di tifo e ferite.

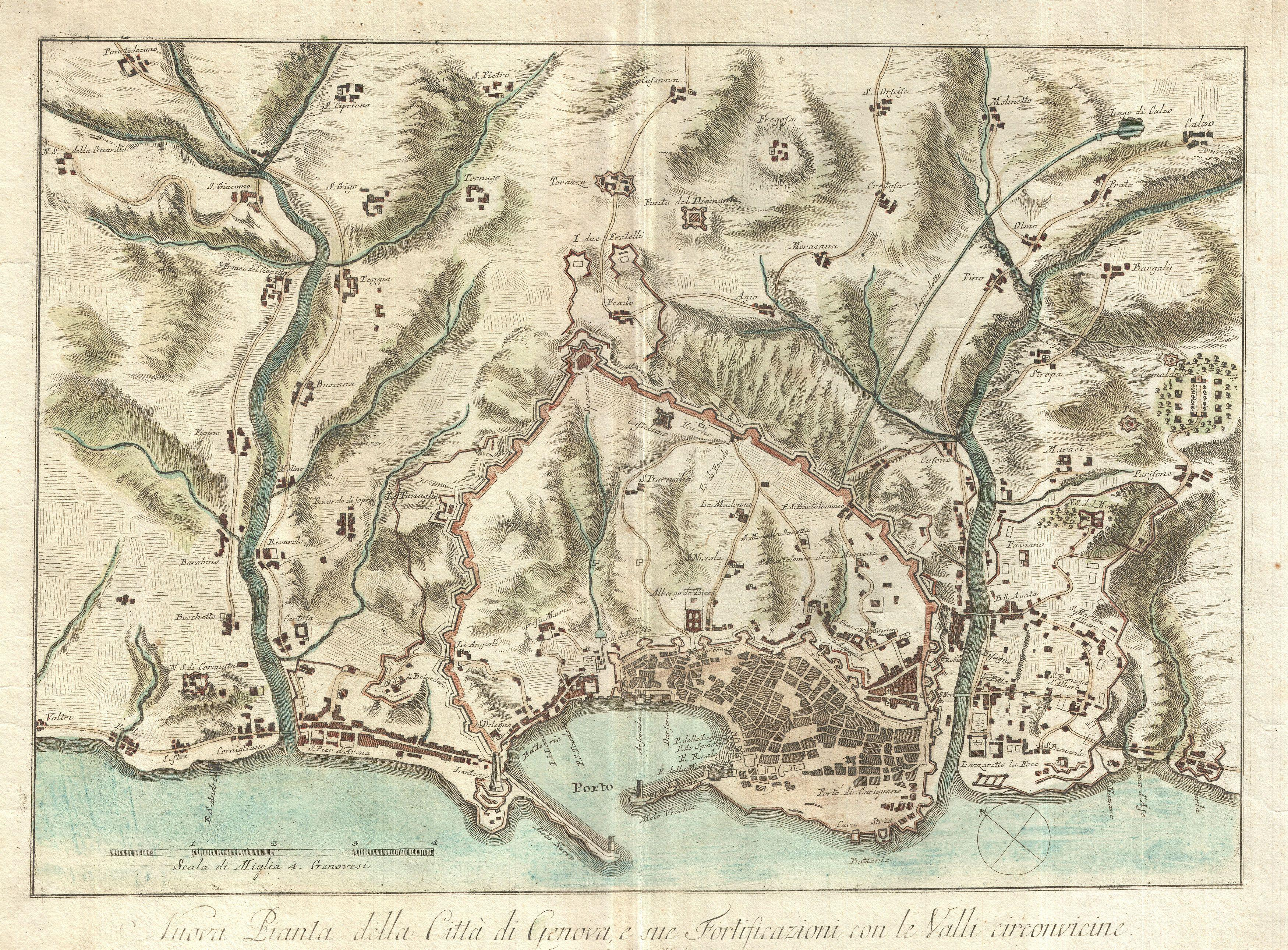
Piano delle fortificazioni di Genova nel 1800

## Matrimonio e discendenza
Nel 3 ottobre 1776 sposò Marie-Louise Certain du Puy (1756-1826), dalla quale ebbe:
- Antoine Adolphe Marcelin, chiamato Adolphe (1781-1844): maresciallo di campo (generale di brigata) francese
- Jean-Baptiste Antoine Marcelin, chiamato Marcellin (1782-1854): tenente generale (generale di divisione) francese
- Jean François Théodore Xavier, chiamato Théodore (1785-1803)
- Jean Jacques Édouard Félix, chiamato Félix (1787-1805)

Sua moglie era imparentata con François Certain de Canrobert, maresciallo di Francia durante il Secondo Impero francese.

## Omaggio

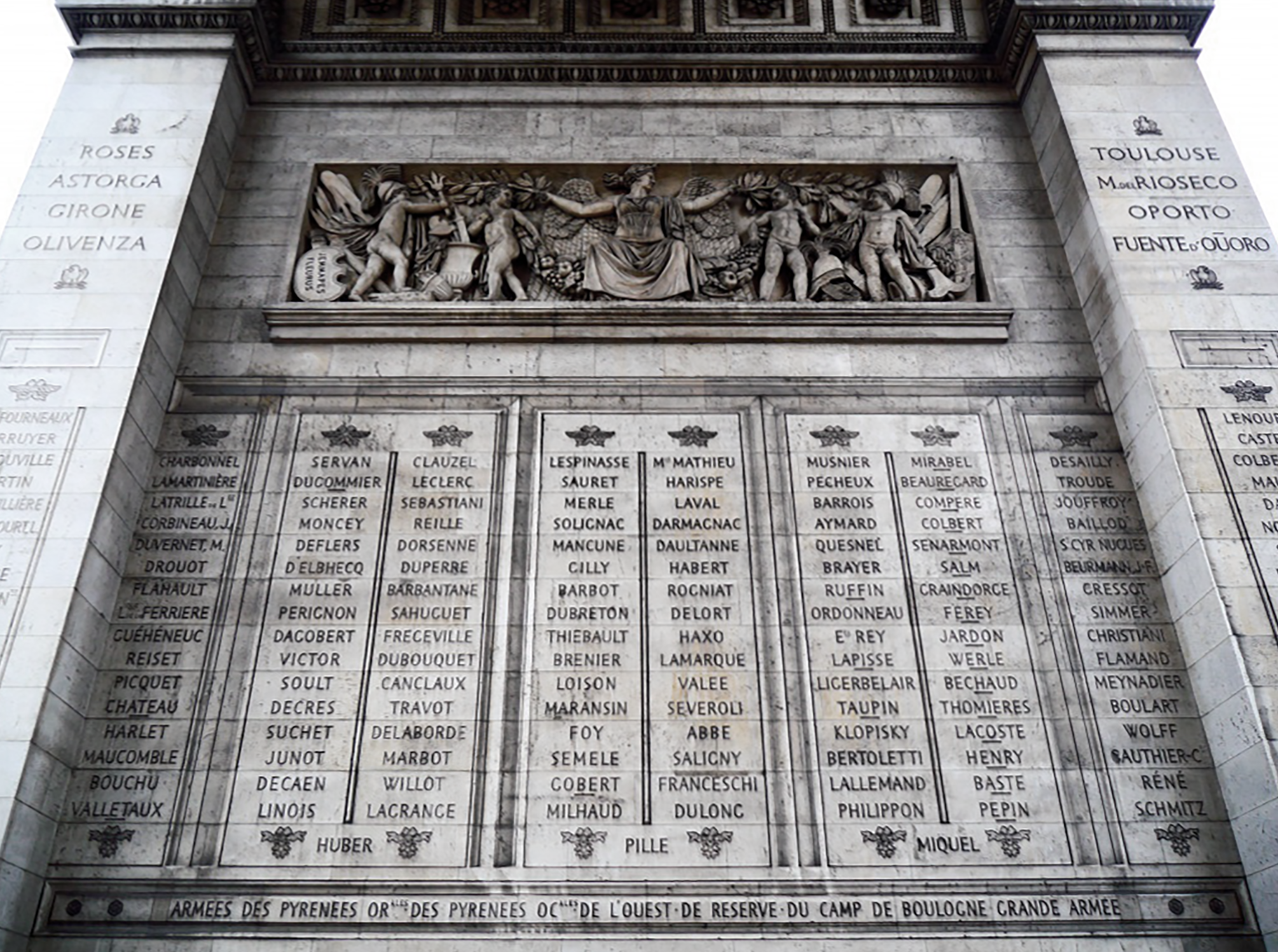
Il nome del generale Jean-Antoine Marbot sull'Arco di Trionfo di Parigi

Il suo nome è tra quelli incisi sull'Arco di Trionfo di Parigi (pilastro ovest, 34ª colonna).